# Metronym
Et metronym, også kaldet et metronymikon eller matronym (fra græsk μήτηρ, mḗtēr (moder) og -ονυμα, -onyma (navn)) er et efternavn dannet fra ens mors eller tidligere kvindelige slægtninges fornavn. Et patronym er det tilsvarende med ens fars eller tidligere mandlige slægtninges fornavn. Metronymer har været i brug i islandsk fra gammel tid, se islandsk navneskik, som ellers overvejende bruger patronymer.
Den nuværende danske navnelov, der trådte i kraft den 1. april 2006, åbnede igen mulighed for at bruge metronymer som efternavne. Ifølge denne lov kan et metronym dannes af moderens fornavn efterfulgt af endelsen "-søn" eller "-datter", for eksempel "Annesdatter" eller "Annedatter". Loven gælder ligeledes for patronymer.